# Giuseppe Ormo Seró
Giuseppe Ormo Seró C.M.F., in spagnolo José Ormo Seró (Almatret, 18 agosto 1913 – Barbastro, 13 agosto 1936), è stato un religioso spagnolo, martirizzato a Barbastro durante la Guerra civile spagnola e venerato come beato dalla Chiesa cattolica.

## Biografia
Primo di cinque frateli di una famiglia di agricoltori , Giuseppe nacque a Almatret in provincia di Lleida, nella comunità autonoma di Catalogna il 18 agosto del 1913.
Di carattere serio e molto studioso, aveva, come naturale i pregi e i difetti di ogni ragazzo. Fece il consueto "curriculum" prima di arrivare al noviziato dove vestì l'abito religioso. Il 15 agosto 1930 si consacrò al totale servizio di Dio e del Cuore Immacolato di Maria. A Vic, in quel mattino assolato, professarono con lui altri 24 seminaristi e 5 coadiutori missionari.  Ebbene, 26 di essi moriranno martiri. 
Ci sono pervenute quattro paginette di suoi appunti sulla chimica: Gli spazi ai margini sono intercalati con il nome di Maria e con brevi Giaculatorie
Nonostante la bontà d'animo, il suo temperamento rude lo portava a lasciarsi andare, ma il costante lavorio personale lo portò a smussare il carattere e ad avere un rapporto cordiale con i confratelli e i superiori. Godeva di una salute di ferro e si allenava quotidianamente con una serie di esercizi ginnici. In un questionario interno da compilare prima della consacrazione, alla domanda "Vive in pace con i Superiori e con i Fratelli esercitando la sottomissione, la mansuetudine e la carità?" Vi rispose con un sì schietto. Altrettanto sincero fu i sì ala domanda: "E' fermamente deciso a rimanere nell'Istituto fino alla morte?". 
Giuseppe arrivò al seminario di Barbastro il primo luglio 1936. Il 17 luglio, allo scoppio della guerra civile, il seminario venne assaltato e perquisito dalle milizie anarchiche per cercare delle armi. Insieme alla maggior parte dei confratelli, Giuseppe venne arrestato e rinchiuso nel salone degli atti accademici della scuola degli Scolopi, che divenne per quasi un mese la loro prigione improvvisata.
Firmò la lettera di offerta alla Congregazione con queste parole:
(José Ormo Seró, Firma sulla lettera di offerta alla Congregazione)

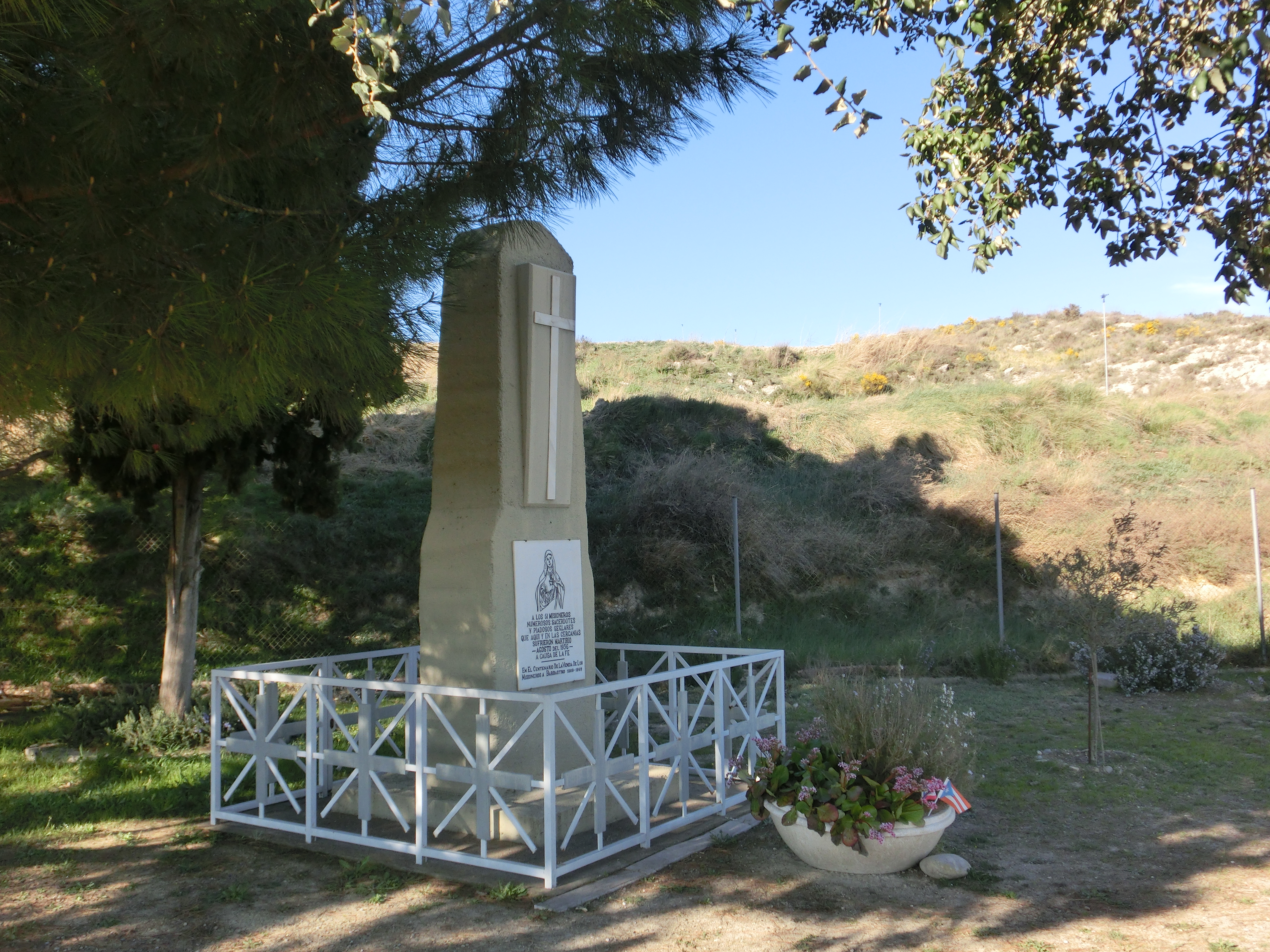
Monumento funebre nel luogo della fucilazione

Insieme a 19 suoi confratelli, Raimondo venne fucilato venti minuti prima dell'una di notte del 13 agosto 1936 sul ciglio di una strada fuori città. I loro corpi sono stati gettati in una fossa comune nel cimitero di Barbastro, ricoperti da calce e da terra.
Nel 2013 è uscito un film sulla vicenda intitolato Un Dio vietato per la regia di Pablo Moreno.

## Culto

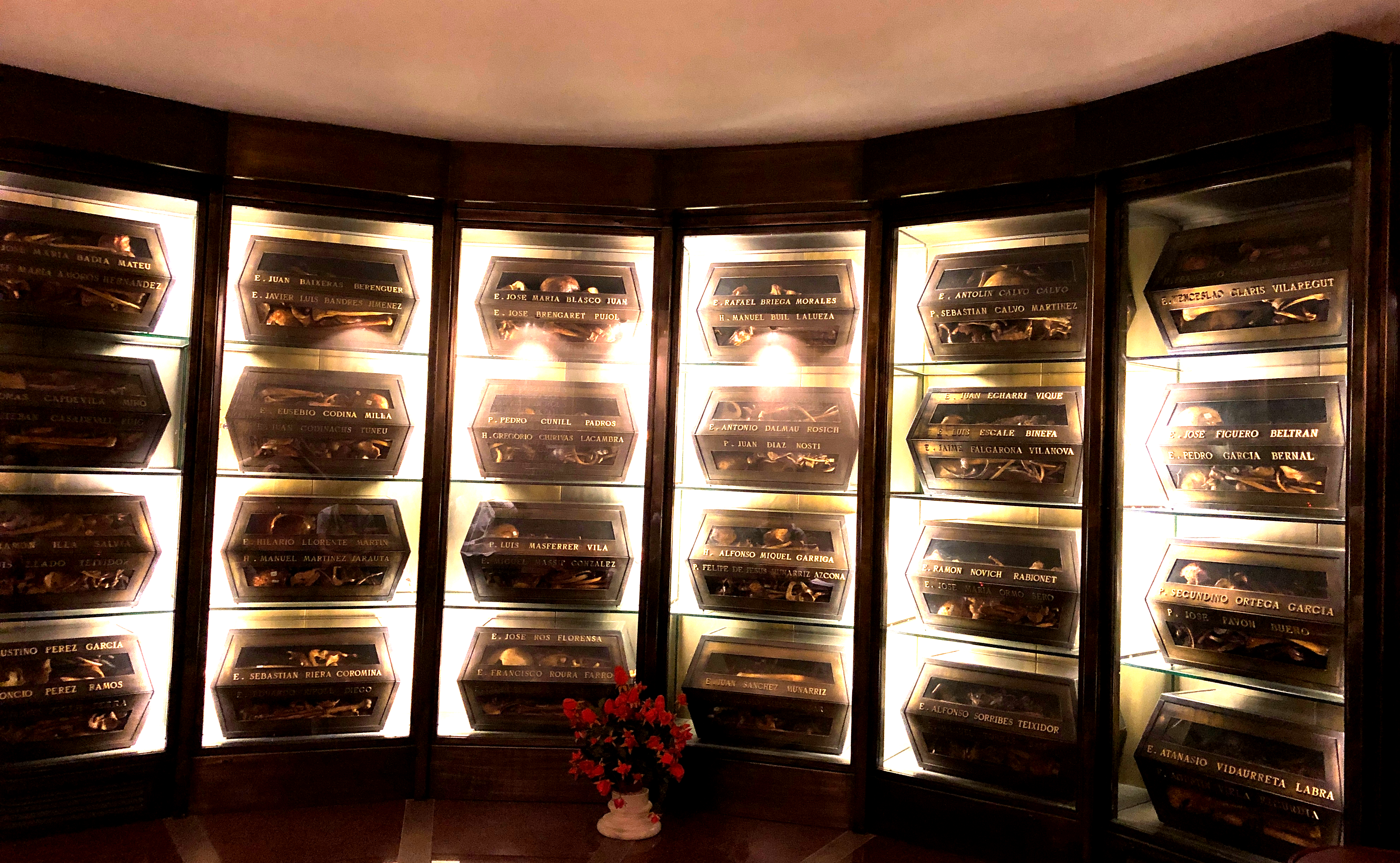
Cripta ubicata sotto all'altare della chiesa annessa al museo dei martiri Claretiani di Barbastro

Dopo la guerra i resti dei martiri furono riesumati dalle fosse comune e, grazie a delle medagliette metalliche cucite sulle loro tonache, è stato possibile risalire ai nomi delle singole persone. I resti sono composti in teche e si possono oggi venerare nella cripta della chiesa annessa al museo.
Il 20 maggio 1947 nella diocesi di Barbastro si aprì il processo informativo circa il martirio che si chiuse il 23 settembre 1949. L’8 febbraio 1961, invece, fu promulgato il Decreto sugli scritti. La dichiarazione di validità del processo, con Decreto del 9 febbraio 1990, portò alla trasmissione della “Positio super martyrio” alla Congregazione delle Cause dei Santi nello stesso anno.
A seguito della riunione della commissione teologica che si tenne il 4 febbraio 1992 e di quella dei cardinali e vescovi della Congregazione si arrivò, il 7 marzo 1992, alla promulgazione del Decreto sul martirio. La beatificazione avvenne a Roma, ad opera di Giovanni Paolo II, il 25 ottobre 1992.
La Chiesa cattolica lo ricorda il 13 agosto.